# Frank A. C. Mantello
Frank Anthony Carl Mantello (* 1945) ist ein kanadischer Latinist.

## Leben
Er erwarb den MA 1967 an der University of Manitoba und 1977 den Ph.D. an der University of Toronto. Er lehrte als Professor an der Catholic University of America.

## Schriften (Auswahl)
- als Herausgeber mit Joseph Goering: Robert Grosseteste: Templum Dei (= Toronto medieval Latin Texts. 14). Edited from MS. 27 of Emmanuel College, Cambridge. Pontifical Institute for Medieval Studies, Toronto 1984, ISBN 0-88844-464-8.
- als Übersetzer: János Thuróczy: Chronicle of the Hungarians (= Medievalia Hungarica Series. 2). Indiana University – Research Institute for Inner Asian Studies, Bloomington IN 1991, ISBN 0-933070-27-6.
- als Herausgeber mit Arthur G. Rigg: Medieval Latin. An Introduction and Bibliographical Guide. Catholic University of America Press, Washington, DC 1996, ISBN 0-8132-0842-4.
- als Herausgeber mit Joseph Goering: The letters of Robert Grosseteste, Bishop of Lincoln. University of Toronto Press, Toronto u. a. 2010, ISBN 978-0-8020-9813-9.